# Ievgueni Kàrlovitx Àlbrekht
Ievgueni Kàrlovitx Àlbrekht, rus: Евге́ний Ка́рлович А́льбрехт, en alemany Eugen Maria Albrecht, (Sant Petersburg, 4 o 16 de juliol de 1842 - idm. 28 de gener o 9 de febrer de 1894) fou un violinista i compositor rus.
Eugene era fill del director i compositor alemany Karl Franzevich Albrecht (1807-1863), i germà del violoncel·lista Konstantin Karlovich Albrecht (1836-1893). El 1838 la família Albrecht es mudà de Düsseldorf a Sant Petersburg, on es convertiren en ciutadans russos naturalitzats. El 1857 Eugen es matriculà en el Conservatori de Leipzig, on estudià el violí sota la direcció del mestre 
En 1857 Eugene es matriculà en el Conservatori de Leipzig, on estudià el violí sota la direcció de Ferdinand David i, després de graduar-se, es convertí en violinista de l'orquestra de l'Òpera Italiana de Sant Petersburg. El 1872 fundà la Societat de Música de Cambra en la capital russa, i actuà activament amb ells i amb el quartet de la Societat Musical Russa. També fou president de la Societat Filharmònica de Sant Petersburg des de 1881 fins 1886.
Va compondre nombroses petites peces de cambra i cançons, i publicà una recopilació de cançons russes de caràcter popular. A més, de servir com a professor de violí als membres de la família imperial russa, treballà extensament en la branca més ampla de l'educació musical i serví com a inspector de música en els teatres de Sant Petersburg des de 1877 i com a bibliotecari de la Central Music Library des de 1892.